# شینیچیرو کاوابتا
شینیچیرو کاوابتا (انگلیسی: Shinichiro Kawabata؛ زادهٔ december ۵, ۱۹۶۶ (۵۸ سال)) ورزشکار بیسبال اهل ژاپن است.
وی در مسابقات کشوری و بین‌المللی در مجموع برندهٔ ۱ مدال برنز شده‌است.